# Clâu Nâm
Clâu Nâm (4 tháng 2 năm 1930 – 5 tháng 4 năm 2018) là một sĩ quan Quân đội nhân dân Việt Nam hàm đại úy, Anh hùng Lực lượng vũ trang nhân dân người dân tộc Cơtu.

## Cuộc đời
Clâu Nâm hay Cơlâu Nâm, sinh ngày 4 tháng 2 năm 1930 tại thôn Pơr'ning, xã Rguh (nay là xã Lăng, huyện Tây Giang), tỉnh Quảng Nam. Ông tham gia cách mạng từ năm 16 tuổi. Bắt đầu với vai trò làm liên lạc cho cơ sở bí mật của cách mạng trong thời kỳ Chiến tranh Đông Dương. Ngày 6 tháng 3 năm 1960, Clâu Nâm trở thành đảng viên của Đảng Lao động Việt Nam (nay là Đảng Cộng sản Việt Nam), sau đó ông nhập ngũ tại đơn vị B3 miền Tây Quảng Đà và được cử đi học Trường Trinh sát đặc công. Tháng 12 năm 1960, sau khi nhận được chỉ thị của tỉnh ủy Quảng Đà, Clâu Nâm trở thành chỉ huy phó, trực tiếp chỉ huy tiểu đội 9 người. Nắm được lịch trình hành quân của 1 tiểu đoàn địch, ông cùng 9 đồng đội trong 7 ngày bí mật chế tác vũ khí tự tạo như võng đá, hố chông, bẫy thò,... tẩm chất độc bí truyền của người Cơtu. Sau khi phục kích, đội của ông đã tiêu diệt và làm bị thương nhiều quân địch, thu được súng, lựu đạn và nhiều lương thực. Đến tháng 8 năm 1966, ông được điều động về Huyện đội Đông Giang, giữ chức vụ Huyện đội trưởng.
Từ đó cho đến ngày Việt Nam tái lập thống nhất, Clâu Nâm đã trực tiếp tham gia và chỉ huy hơn 100 trận đánh, bắn rơi 7 máy bay, tiêu diệt 11 xe cơ giới cùng nhiều quân địch trên tuyến đường Trường Sơn. Ông cũng đã trải qua nhiều chức vụ như Tiểu Đoàn trưởng, Chỉ huy Trưởng đơn vị D65; Huyện đội phó Tây Giang; Xã đội trưởng, trưởng Công an xã, phó chủ tịch ủy ban nhân dân xã Lăng. Ông nghỉ hưu với quân hàm đại úy và trở thành già làng của thôn Pơ'rning. Clâu Nâm được tặng thưởng nhiều huân, huy chương; bằng khen cùng với Huy hiệu 55 năm tuổi Đảng. Ngày 28 tháng 5 năm 2010, ông được Nhà nước Việt Nam phong tặng danh hiệu Anh hùng Lực lượng vũ trang nhân dân. Ông qua đời vào ngày 5 tháng 4 năm 2018 tại huyện Tây Giang.

## Đời tư
Clâu Nâm kết hôn với bà Alăng Thị Đhướt (sinh năm 1936), bà Đhướt gia nhập Đảng Lao động Việt Nam vào ngày 24 tháng 7 năm 1960 và hiện đã được tặng Huy hiệu 65 năm tuổi Đảng.